# Iwaaki Hitoshi
Iwaaki Hitoshi (岩明均 Iwaaki Hitoshi, Nham Minh Quân) là một mangaka người Nhật Bản. Ông chính là tác giả của nhiều bộ manga nổi tiếng, trong đó có tác phẩm khoa học viễn tưởng/kinh dị lừng danh Kiseijū (còn được biết với tên tiếng Anh là Parasyte). Nhắc về Kiseijū có một điểm đặc biệt liên quan tới Iwaaki: bản Kiseijū do Mixx biên tập viết tên ông là Hitosi, trong khi bản biên tập bởi Del Rey Manga viết Hitoshi.
Chính Kiseijū đã giúp Iwaaki đạt được Giải thưởng Manga Kodansha vào năm 1993 và giải Seiunshō năm 1996. Đồng thời, tác phẩm Hisutorie của Iwaaki là ứng cử viên của vòng chung kết Giải thưởng Văn hóa Tezuka Osamu.

## Tác phẩm
- Fuuko no Iru Mise (4 tập, Tuần báo Morning 1986-1988)
- Hone no Oto (1 tập, truyện ngắn, Tuần báo Morning 1990, in khổ lớn vào năm 2003)
- Kiseijū (10 tập, Afternoon 1990-1995, Perfect Edition: 8 tập, 2003) Xuất bản ở Anh bởi Mixx và sau đó Del Rey Manga tái bản năm 2007
- Tanabata no Kuni (Quốc gia Tanabata) (4 tập, Big Comic, Perfect Edition: 2 tập, 2003)
- Yuki no Touge, Tsurugi no Mai (2001, Kodansha)
- Heureka, (2002, Hakusensha)
- Hisutorie, (2004-chưa kết thúc, 4 tập tính đến tháng 7/2007, tạp chí Afternoon)

Ngoài ra Iwaaki còn là người đóng góp cho cốt truyện của Neo Devilman.